# Antje Traue
Antje Traue est une actrice allemande, née le 18 janvier 1981 à Mittweida.

## Biographie
Après plusieurs apparitions dans plusieurs téléfilms et courts-métrages, Antje Traue joue aux côtés de Dennis Quaid dans Pandorum, sorti en 2009.
En 2011, l'actrice rejoint le casting de Man of Steel, reboot de la saga Superman réalisé par Zack Snyder et produit par Christopher Nolan. Elle y incarne Faora, bras droit du Général Zod, l'antagoniste du héros . En 2017, elle intègre le casting de la série Oasis (en), produite par Amazon, où elle incarne l'officier de sécurité Sara Keller.

## Filmographie partielle

### Cinéma
- 2009 : Pandorum de Christian Alvart : Nadia
- 2013 : Man of Steel de Zack Snyder : Faora-Ul
- 2014 : Le Septième Fils de Sergueï Vladimirovitch Bodrov : Bony Lizzie, Lizzie l'Osseuse
- 2015 : La Femme au tableau (Woman in Gold) de Simon Curtis : Adele Bloch-Bauer
- 2016 : Criminal : Un espion dans la tête d'Ariel Vromen : Elsa Mueller
- 2016 : Braquage à l'allemande (Vier gegen die Bank) de Wolfgang Petersen : Elisabeth Zollner
- 2016 : Despite the Falling Snow de Shamim Sarif
- 2017 : Les vieux espions vous saluent bien (Kundschafter des Friedens) de Robert Thalheim : Paula Kern
- 2017 : Es war einmal in Deutschland... de Sam Garbarski : Major Marlene Frederick
- 2018 : Le Vent de la liberté (Ballon) de  Michael Herbig : Ulrike Piehl
- 2023 : The Flash d'Andrés Muschietti : Faora-Ul

### Télévision
- 2015 : Weinberg de Arne Nolting : Hanna Zepter
- 2017 - 2020 : Dark de Baran bo Odar : Agnes Nielsen